# 1974年美國國會預算扣留控制法
1974年美國國會預算扣留控制法（英語：Congressional Budget and Impoundment Control Act of 1974）是管理美国国会在政府预算进程中所起作用的美国联邦法律。该法的第二条规定建立国会预算办公室。2019年，時任美国总统唐納·川普因违反该法截留对乌克兰的军事援助而面临弹劾调查。